# Daniela Airoldi Bianchi
Daniela Airoldi Bianchi (Lecco, 7 giugno 1960) è un'attrice teatrale, regista, pedagogista teatrale italiana.

## Biografia
È figlia d’arte da quattro generazioni: la trisnonna Margherita Mannelli-Favi era una cantante lirica, la bisnonna Emma Favi (1885/1967) fu capocomica della compagnia Favi Trevisan in cui lavorarono come attrici sia la nonna, Antonietta Trevisan (1912/2006) che la madre, Gigliola Simonetti (1934/2016) fino a quando la Compagnia si sciolse a causa del secondo conflitto mondiale.
Daniela Airoldi Bianchi imprime a questa lunga tradizione famigliare una svolta particolare grazie all’incontro, avvenuto nel 1982, con il Teatro Officina di Milano, un teatro che da decenni si occupa di teatro sociale e di rigenerazione urbana. 
La sua formazione di palcoscenico, iniziata al Teatro Officina negli anni ’80,  si perfeziona negli anni attraverso corsi e seminari con figure teatrali quali Serena Sartori, Eugenio Allegri, Michela Lucenti, Michelle Doffe, Serena Sinigallia e Maria Consagra. 
E’ attrice in alcuni spettacoli del Teatro Officina (Jacopone da Todi, Lo scandalo della speranza (1997), nel 2007 cura il progetto per lo spettacolo "Io protesto" portato in scena a Ripalimosani, è interprete e regista de "I volti della povertà" (2011) sui testi di padre David Maria Turoldo, La vita distratta, La morte di Ivan Il'ič, L’anima mia magnifica il Signore, Faccia scura di e con Tommaso Guarino (2017), La parola che cura (2018), E sia pace nel mondo (2019). Nel 2008 cura la sceneggiatura di un film documentario "Milano, la vita e il sogno" prodotto dalla Provincia di Milano.

### I progetti di teatro sociale

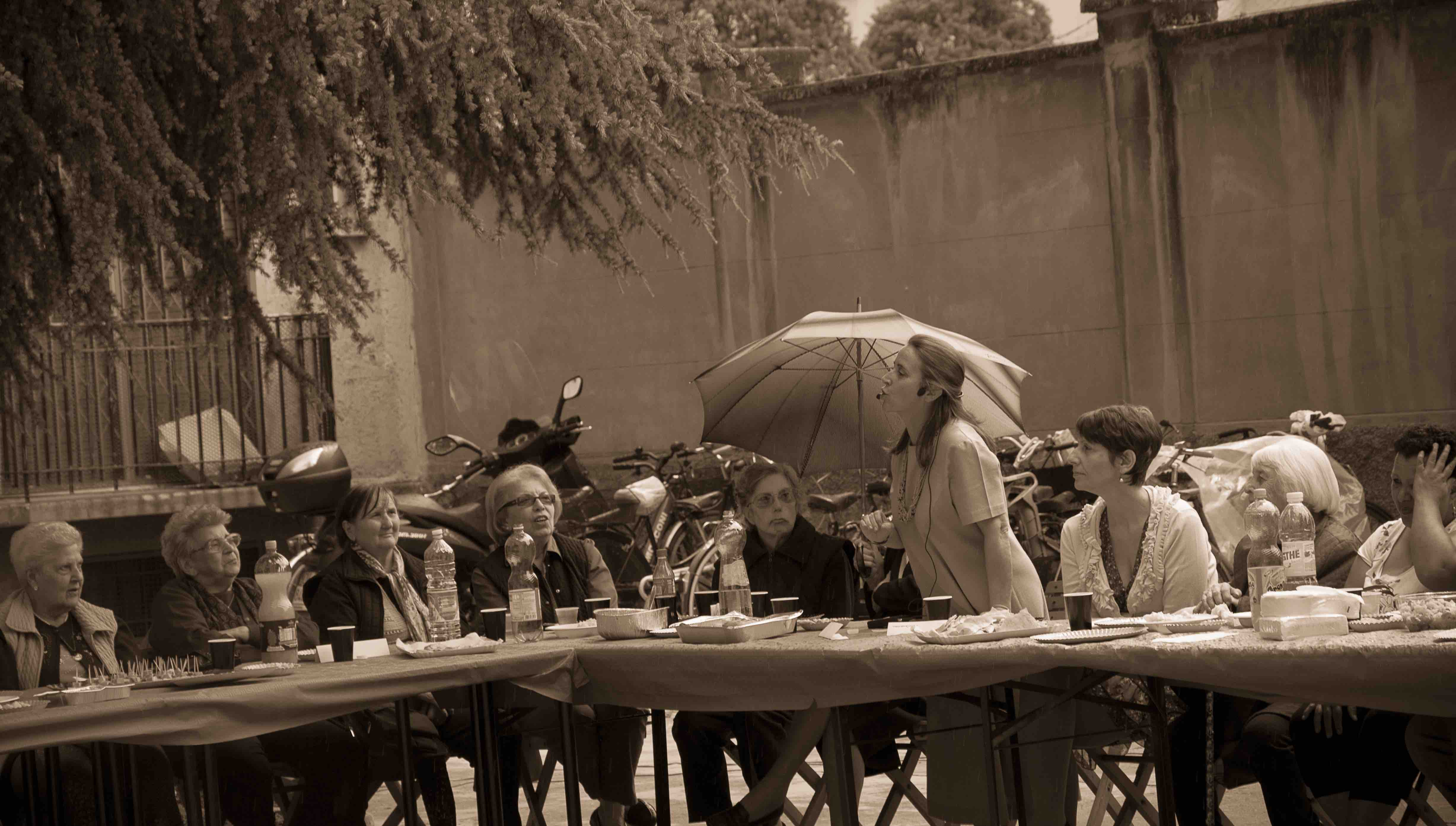
Daniela Airoldi Bianchi in scena nei cortili di Via Padova

Nel corso degli anni matura la sua esperienza nel teatro sociale a cominciare da “Memorie di terra contadina” (1997) in cui l'intero paese di Olevano di Lomellina viene coinvolto in lavoro di narrazione della propria storia;
Nel 1998 è la volta di  “Cuore di fabbrica”, progetto realizzato da Airoldi per il Teatro Officina, dove gli ex operai delle grandi fabbriche di Sesto San Giovanni sono al centro dell’affresco teatrale.
Sempre per il Teatro Officina progetta diversi interventi nelle periferie milanesi, (Teatro nei cortili nel 1992, Imperiferie nel 1993).

Con il Teatro Officina è stata tra le prime ad agire per la rigenerazione urbana della zona di Via Padova aprendo una collaborazione con la Fondazione Casa della Carità (2006 - 2010) e vincendo nel 2017 il primo Bando alle Periferie del Comune di Milano con il progetto Open (your) house  da cui è nato uno spettacolo Via Padova ascolta portato in scena il 21 dicembre 2017 al Teatro Elfo Puccini di Milano. 

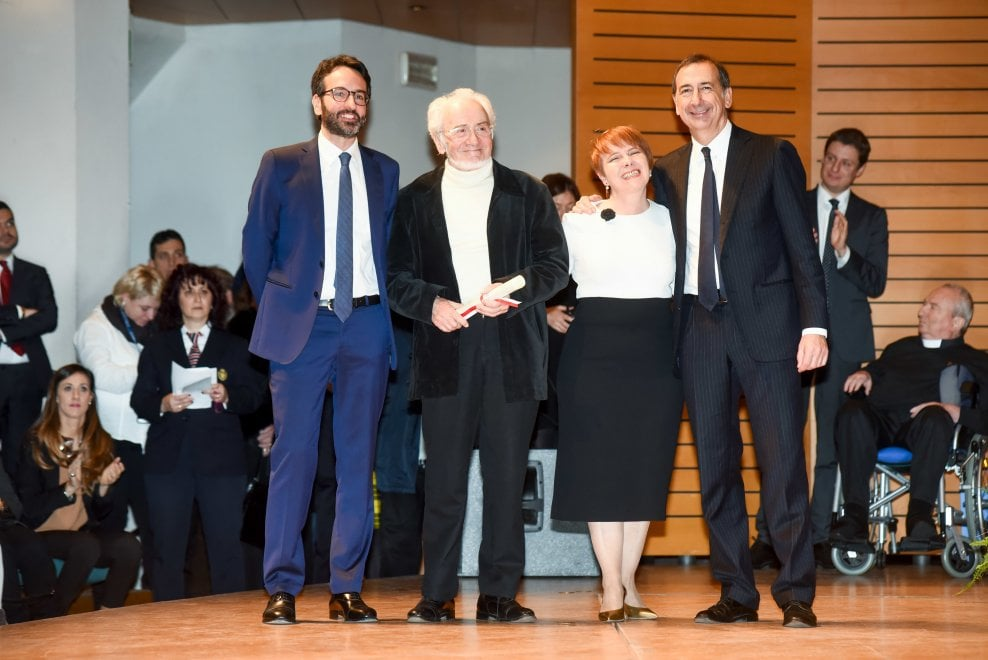
Daniela Airoldi Bianchi con Massimo de Vita nel 2016 ritirano l'Ambrogino d'oro dal Sindaco Giuseppe Sala

La sua progettazione teatrale su via Padova, la via più multietnica di Milano, produce altri due grandi eventi portati in scena al Piccolo Teatro di Milano (Via Padova angolo via Rovello, 2010 – Via Padova e oltre, 2011)  seguiti da interventi mirati alla coesione sociale che negli anni hanno portato alla nascita di "Via Padova è meglio di Milano" sorretto da un network di 70 associazioni. 
Un impegno decennale per il quale nel 2016 ritira, insieme a Massimo de Vita, l'Ambrogino d'oro conferito dal sindaco Giuseppe Sala al Teatro Officina di Milano.
Nel 2018 sviluppa la figura del "facilitatore territoriale" di cui segue la formazione affinché vi sia un lavoro costante di coesione sociale, presentandoli alla comunità in una ciclo di spettacoli itineranti.
Dal 2022 sviluppa una serie di progetti sul protagonismo civico con gli inquilini delle case popolari di Milano, raccogliendo attraverso interviste le loro vicende che vengono poi portate in scena negli spettacoli rappresentati nei cortili delle stesse case. Nascono così “La fondazione Crespi Morbio” regia di Massimo de Vita e Enzo Biscardi (andato in scena ad aprile 2022 al Teatro Elfo Puccini di Milano) “C’è vita nel quartiere Beretta” per la regia di Enzo Biscardi presentato a settembre 2023 proprio nel cortile di via Cesana 3 a Milano e “Intrigo via Celentano” presentato a settembre 2024 all'interno del cortile di via Celentano 1 a Milano. 

### Medicina Narrativa
Si occupa di Medicina narrativa dal 2004: è docente nel Corso Elettivo dell’Università degli Studi di Milano – Facoltà di Medicina  - in “Metodologia della comunicazione”, tiene corsi per il Collegio Infermieri di Milano ed è tra i membri fondatori di IRAKLIA, centro di ricerca su Narrazione e cura cui aderiscono nove Università italiane e estere.
È docente del Master in Medical Humanities and Narrative Medicine presso l’Università degli Studi di Milano Bicocca (2023- 2025)  e membro fondatore del Centro Studi Dipartimentale in Mediacal Humanities e Scienze della Narrazione in Medicina (2024-2025). Nel 2022 il suo progetto “Con la pandemia sulle spalle” entra a far parte del programma di ricerca dell’Istituto Superiore di Sanità in collaborazione con l’Università Cattolica di Milano, i cui esiti sono raccolti nel rapporto ISTISAN 24/7 presentato il 27 marzo 2025 all’Università Cattolica.

### La formazione pedagogica
Mentre si laurea cum lode in Lettere e Filosofia all’Università Statale di Milano con una tesi sulla Recherce di Marcel Proust, fin dal 1993 insegna teatro alla Civica Scuola Manzoni del Comune di Milano. 
Sono gli anni in cui lavora per la Fondazione delle Civiche Scuole per il progetto “Le arti performative” in collaborazione con l’Università di Milano, Scienze della Formazione, e in cui diviene membro del Comitato Tecnico Scientifico di Educarte presso l’Università Bicocca, la Fondazione SCM e l’Ufficio Scolastico Regionale.
In quegli anni crea il laboratorio teatrale “Il centro dell’emozione”, che tiene presso il Teatro Officina di Milano, uno spazio espressivo dedicato esclusivamente ad adolescenti.
Collabora con diverse scuole milanesi acquisendo una vasta competenza che le conferisce poi la docenza del Corso di Perfezionamento dell’Università degli Studi Milano Bicocca (Scienze della Formazione) dedicato a “Linguaggi e tecniche teatrali in Educazione” (Master di specializzazione “Scuola e Teatro”). 

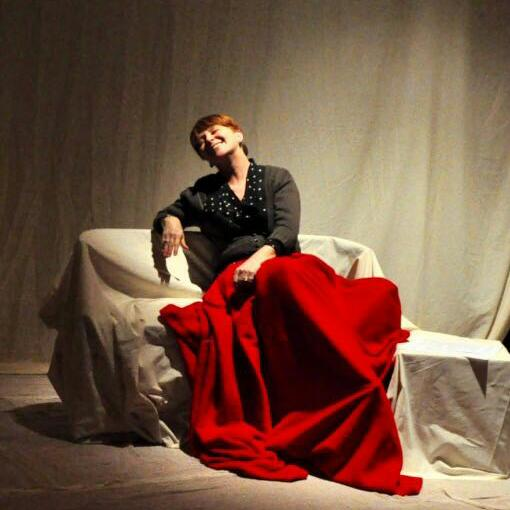
Daniela Airoldi Bianchi nello spettacolo "La vita distratta"

Progetta lo spettacolo del Teatro Officina Ci ho le sillabe girate! in cui sono in scena giovani attori dislessici, suoi allievi.

### Vita famigliare
Sposata dal 1993 con Massimo de Vita, condivide con il marito la responsabilità dirigenziale del Teatro Officina.

## Spettacoli teatrali
- "La passione secondo Jacopone" Regia di Massimo de Vita (2004)
- "L’anima mia magnifica il Signore" Regia di Massimo de Vita (2006)
- "Faccia scura", Regia di Tommaso Guarino (2012)[48]
- "La morte di Ivan Il’ic" Regia di Massimo de Vita (2013)
- "La vita distratta" Regia di Massimo de Vita (2015)
- "La parola che cura"  Regia di Massimo de Vita (2018)
- "E sia pace nel mondo" Regia di Massimo de Vita (2019)
- “La Fondazione Crespi Morbio" regia di Massimo de Vita ed Enzo Biscardi (2022)
- “C’è vita nel quartiere Beretta” regia di Enzo Biscardi (2023)
- “Intrigo via Celentano” regia di Enzo Biscardi (2024)
- “Rinascere dalle macerie: 80 anni dalla strage di Gorla” regia di Massimo de vita (2024)

## Pubblicazioni
- “Narrazione e cura”, Mimesis, (2014)
- “Figure della cura”, Guerini Scientifica, (2015)